# Escuchando Elefantes
Escuchando Elefantes son un dúo de folk-rock formado por los gallegos Sílvia Rábade y Carlos Tajes. Son conocidos por compaginar sus giras con actuaciones espontáneas en la calle, generalmente en ciudades europeas. Hasta la fecha, han publicado cuatro álbumes de estudio, Show & Tell (2012), Happy Lonely People (2014), Hope (2017), ¿Por qué siempre cantáis en inglés? (2021) y varios sencillos con videoclips premiados internacionalmente.
En su carrera han tocado en festivales como O Son do Camiño, Bilbao BBK Live, Caudal Fest, Xixón Sound, Noroeste Pop Rock, Morriña Fest.
Y actuado con músicos como Bono (U2), Glen Hansard, Sinéad O’Connor, Hozier y Damien Rice entre otros.

## Historia

### Inicios
En 2006 Sílvia y Carlos, empiezan su aprendizaje musical juntos. En muy poco tiempo comienzan a componer sus primeros temas y dan su primer concierto bajo el nombre de Escuchando Elefantes. Durante este periodo deciden combinar las actuaciones en salas con actuaciones callejeras en diferentes ciudades europeas.
En 2010 Glen Hansard y Markéta Irglová, ganadores de un Óscar por la película Once, se encuentran a la banda mientras ofrecían un concierto en el centro de San Sebastián. Esa misma noche, invitan a Sílvia y a Carlos a compartir escenario con ellos en el Teatro Victoria Eugenia donde interpretan The Rain, con la que era una de las bandas referencia de ambos, The Frames.

### Show & Tell,primer álbum
En 2012, deciden publicar su primer disco, Show & Tell, de manera totalmente independiente. El disco es bien recibido por la crítica y lleva al grupo realizar giras por España, Francia, Irlanda, Reino Unido y Portugal. Durante este proceso Escuchando Elefantes consigue llenar muchas de las salas en las que actúa y telonea a gente como Glen Hansard, Paddy Casey, Declan O’Rourke o Cathy Davey, entre otros. También participan en el cartel de grandes festivales como el Noroeste Pop-Rock, BBK Live y salas extranjeras de gran nombre como Vicar Street, considerada en numerosas ocasiones mejor sala de Irlanda. (Irish Music Venue Of The Year)

### Happy Lonely People, segundo álbum
En 2014, publican su segundo LP, Happy Lonely People, grabado en España, Irlanda, Reino Unido y Estados Unidos. El disco cuenta con una producción mayor y colaboraciones de músicos como Rob Bochnik y Paddy Casey. Sus videoclips son nominados internacionalmente y ganan premios como los Mestre Mateo.

### Hope
En 2016 Escuchando Elefantes pública los dos primeros adelantos de su siguiente disco y anuncia su nuevo formato con Sílvia y Carlos tocando batería y guitarra dando un cambio más eléctrico a su sonido.
Realizan la grabación de su tercer álbum “Hope”. Publicado en marzo de 2017

### ¿Por qué siempre cantáis en inglés?
En 2020 nace otro cambio de rumbo. La banda publica el sencillo “Ahora” y anuncia un nuevo disco “¿Por qué siempre cantáis en inglés?” su primer trabajo en castellano que se publicó el 19 de febrero de 2021.

## Activismo
Desde 2012 la banda ha formado parte de un festival benéfico celebrado en Grafton Street (Dublín) organizado por Glen Hansard para recaudar fondos para la Simon Community y otras asociaciones sin ánimo de lucro. En este evento se reúnen con músicos irlandeses como Bono, Sinéad O’Connor, Damien Rice, Hozier y The Script entre otros.
Además, han participado en otros actos benéficos como el Festival de la Luz o la campaña Kiss Goodbye to MS y en actividades como las TedTalks.

## Discografía
- Show & Tell (2012)
- Happy Lonely People (2014)
- "Hope" (2017)
- “¿Por qué siempre cantáis en inglés?” (2021)

### Sencillos
- The Rain (2012)
- Forever Young (2012)
- Sing Me a Song (2013)
- Garden's Road (2014)
- Robin (2014)
- Anyway (2016)
- There'll Be Joy (2016)
- "Burning Inside" (2017)
- "Ahora" (2020)
- "Valiente Disonante" (2020)
- "La Estrella" (2021)
- "Cada vez" (2021)
- “Adiós Ríos, Adiós Fontes” (2022)
- “Lay Me Down” (2023)

### Colaboraciones
- Willing and Waiting (con Paddy Casey, 2014)
- Adiós ríos, adiós fontes (con Amancio Prada, 2022)
- Lay Me Down (con Glen Hansard, 2023)